# Jim Nilsson
Jim Nilsson, född 1967, är svensk klassiskt skolad gitarrist utbildad vid Kungliga Musikhögskolan i Stockholm. 1994-1997 studerade Nilsson för Oscar Ghiglia vid Musik-Akademie Der Stadt Basel där han erhöll solistdiplom. Han erhöll 1995 ett tredje pris vid den internationella gitarrtävlingen "Incontri Chitarristici di Gargnano".
Jim Nilsson har deltagit vid internationella musikfestivaler i Sverige, Finland, Tyskland och Schweiz. Han undervisar som gitarrlärare vid Kulturskolan i Lund. Han har gjort ett flertal inspelningar för Sveriges Radio och finska Yle.
År 2007 kom Nilssons CD Remembrance som släpptes på Nosag Records. 2018 kom Jim Nilssons andra CD Interference ut på Proprius förlag där bland annat musik av den svenske tonsättaren Staffan Isbäck presenterades.